# Cantón de Brianzón-Sur
El cantón de Brianzón-Sur era una división administrativa francesa, que estaba situada en el departamento de Altos Alpes y la región de Provenza-Alpes-Costa Azul.

## Composición
El cantón estaba formado por cuatro comunas, más una fracción de la comuna que le daba su nombre:
- Brianzón (fracción)
- Cervières
- Puy-Saint-André
- Puy-Saint-Pierre
- Villar-Saint-Pancrace

## Supresión del cantón de Brianzón-Sur
En aplicación del Decreto n.º 2014-193 de 20 de febrero de 2014, el cantón de Brianzón-Sur fue suprimido el 22 de marzo de 2015 y sus 5 comunas pasaron a formar parte del nuevo cantón de Brianzón-1.